# Lloró (kommun)
Lloró är en kommun i Colombia.   Den ligger i departementet Chocó, i den nordvästra delen av landet, 280 km väster om huvudstaden Bogotá. Antalet invånare är 10 248.